# Devon Ice Cap
Devon Ice Cap är en glaciär i Kanada.   Den ligger i territoriet Nunavut, i den nordöstra delen av landet, 3 300 km norr om huvudstaden Ottawa. Devon Ice Cap ligger 1 826 meter över havet.
Terrängen runt Devon Ice Cap är lite kuperad. Trakten runt Devon Ice Cap är nära nog obefolkad, med mindre än två invånare per kvadratkilometer.. Det finns inga samhällen i närheten.
Trakten runt Devon Ice Cap är permanent täckt av is och snö.